# Xylotrechus hovorei
Xylotrechus hovorei là một loài bọ cánh cứng trong họ Cerambycidae.